# Paula Delsol
Pour les articles homonymes, voir Delsol.
Paula Delsol, ou Paule Delsol, née le 6 octobre 1923 à Montagnac (Hérault) et morte le 12 juin 2015 à Sèvres (Hauts-de-Seine), est une réalisatrice et écrivaine française. 

## Biographie
En 1955, Paula Delsol publie un roman autobiographique Adieu et merci, inspiré de sa jeunesse à Haïphong. À partir de 1958, elle réalise des courts métrages, avec son mari Jean Malige, cadreur et chef opérateur. Elle tourne en 1962, autour de Montpellier - où elle s'est installée en 1946 -, son premier long-métrage, La Dérive - qui ne sort en salle qu'en 1964 - dont le personnage principal, Jackie, « préfigure déjà le romantisme fugitif de la Wanda de Barbara Loden et l'insolence impétueuse de Mona dans Sans toit ni loi ».
Elle quitte Montpellier pour Paris en 1965 et se consacre à l'écriture. Une dizaine d'années plus tard, elle réalise pour la télévision une série d'émissions sur la tolérance, puis son deuxième long-métrage Ben et Bénédict (interprété notamment par Françoise Lebrun, André Dussollier et Daniel Duval). Elle tourne ensuite des courts métrages pour la chaîne FR3, ainsi qu'un téléfilm (Un homme comblé), avant de revenir à la littérature avec un recueil sur les vieux dictons (De la pluie au beau temps) et un roman (La Ligne de vie).

## Publications
- Adieu et merci, Julliard, 1955
- Pourquoi j'aime Nine, Julliard, 1959
- Horoscopes chinois, Mercure de France, 1969
- La Météorologie populaire, Mercure de France, 1970
- Nouveau grimoire de l'amour, du mariage, des aphrodisiaques, et des sortilèges, Mercure de France, 1971
- Horoscopes arabes, Mercure de France, 1974
- Horoscopes insolites, France Loisirs, 1981
- De la pluie et du beau temps, Mercure de France, 1988
- La Ligne de vie, 1990

## Filmographie

### Courts métrages
- 1956 : Je t'enverrai des cartes postales (coréalisé avec Jean Malige)
- 1956 : Pedigree oblige (coréalisé avec Jean Malige)
- 1957 : Le Nez de Cléopâtre (coréalisé avec Jean Malige)
- 1957 : Le Pâtre Nicolase (coréalisé avec Jean Malige)
- 1958 : Les Fiançailles de Marie
- 1960 : Dany, entrez dans la danse
- 1961 : L'Hérault, département méconnu
- 1974 : Pas vu pas pris

### Longs métrages
- 1964 : La Dérive ou Une fille à la dérive (signé Paule Delsol)
- 1977 : Ben et Bénédict
- 1984 : Un homme comblé (téléfilm)
- 1985 : Augusta (téléfilm)

### Scénariste
- 1959 : Chaleurs d'été de Louis Félix